# PAL エクスプレス
PAL エクスプレス（英語: PAL Express）は、フィリピンの航空会社で、フィリピン航空の関連会社である。Zuma Holdings & Management Corp. 傘下の Air Philippines Corp. が運航している。

## 概要
1995年2月、エア・フィリピン(Air Philippines)として設立、1996年2月に就航した。2007年、フィリピン航空の傘下に入ったが、2009年8月31日に運行を停止し、フィリピン航空と、PAL Expressが路線を引き継いだ。2010年3月、PAL Expressと統合し、エアフィル・エクスプレス(Airphil Express)へと社名を変更し、運行を再開した。2012年3月、フィリピン航空は、エアフィル・エクスプレス(Airphil Express)のブランド名をPAL Expressに変更し、機体のカラーリングやサービス内容等もフィリピン航空の標準に統一した。

## 就航都市
フィリピン
- ルソン島
  - Busuanga - w:Francisco B. Reyes Airport
  - レガスピ - w:Legazpi Airport
  - マニラ - ニノイ・アキノ国際空港 メインハブ
  - マスバテ - w:Moises R. Espinosa Airport
  - ナガ - w:Naga Airport
  - プエルト・プリンセサ - プエルト・プリンセサ国際空港
  - サンホセ - サンホセ空港
  - トゥゲガラオ - w:Tuguegarao Airport
- ミンダナオ島
  - カガヤン・デ・オロ - w:Lumbia Airport
  - ブトゥアン - バンカシ空港
  - コタバト - w:Awang Airport
  - ダバオ - ダバオ国際空港 ハブ
  - ジェネラル・サントス - ジェネラル・サントス国際空港
  - ホロ - w:Jolo Airport
  - スリガオ - w:Surigao Airport
  - タウイタウイ - w:Sanga-Sanga Airport
  - サンボアンガ - サンボアンガ国際空港 ハブ
- ビサヤ諸島
  - バコロド - バコロド＝シライ国際空港
  - カルバヨグ - w:Calbayog Airport
  - カタルマン - w:Catarman National Airport
  - カティクラン(ボラカイ島) - ゴドフレド・P・ラモス空港
  - セブ - マクタン・セブ国際空港 ハブ
  - イロイロ - イロイロ国際空港
  - カリボ - カリボ国際空港
  - タクロバン - ダニエル・Z・ロマオルデス空港
  - タグビララン - タグビララン空港

## 機材
| 機種名                       | 機材数 | 座席数 | 備考                   |
| ---------------------------- | ------ | ------ | ---------------------- |
| エアバスA321-200ceo          | 4機    | 199席  | 元フィリピン航空       |
| エアバスA320-200             | 15機   | 180席  | 11機が元フィリピン航空 |
| デ・ハビランド・カナダ DHC-8 | 10機   | 86席   |                        |
| 合計                         | 29機   |        |                        |

A321-200ceo(A321-231)
全ての機材がフィリピン航空から移管された機材である。3クラス制で、前３列がビジネスクラス、その後ろの21・22・23列目がコンフォートクラスで、それ以降(31~73列目)はエコノミークラスである。ビジネスクラスとコンフォートクラスはシートピッチが広く、コンセント付きで軽食とソフトドリンクが提供される。現在はマニラ-セブ、マニラ-ダバオ、マニラ-カティクランなどの国内幹線路線で使用されている。

A320-200(A320-214)

DHC-8(Q400)

2023年6月現在